# Comerica Park
Der Comerica Park ist ein Baseballstadion in der US-amerikanischen Großstadt Detroit im Bundesstaat Michigan. Die Anlage ist die Heimspielstätte der Detroit Tigers aus der Major League Baseball (MLB). Der 2000 eingeweihte Comerica Park hat derzeit ein Fassungsvermögen von 41.083 Zuschauern. Die Baukosten betrugen 300 Mio. US-Dollar.

## Geschichte
Der Comerica Park ersetzte das Tiger Stadium, in dem die Tigers von 1912 bis 1999 beheimatet waren. In nächster Nähe zum Park wurde von 1999 bis 2002 das Ford Field erbaut, die Heimat der American-Football-Mannschaft der Detroit Lions aus der National Football League (NFL). Das Eröffnungsspiel fand am 11. April 2000 gegen die Seattle Mariners 5:2 vor 39.168 Zuschauern statt.
Die Anlage ist nach der Comerica Bank benannt, die in Detroit zum Zeitpunkt der Eröffnung ihren Firmensitz hatte. 1998 wurde die Bank Namenssponsor des Ballparks. Der Vertrag hat eine Laufzeit bis in das Jahr 2030 und die Bank zahlt jährlich 2,2 Mio. US-Dollar.

## Galerie

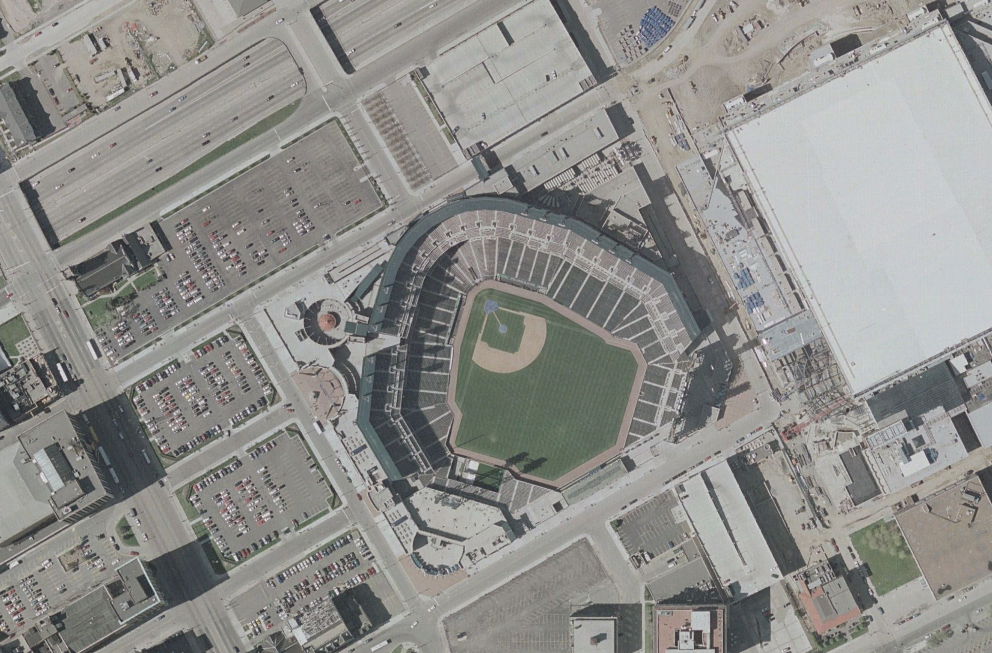
Der Comerica Park von oben. Rechts daneben steht das Ford Field.
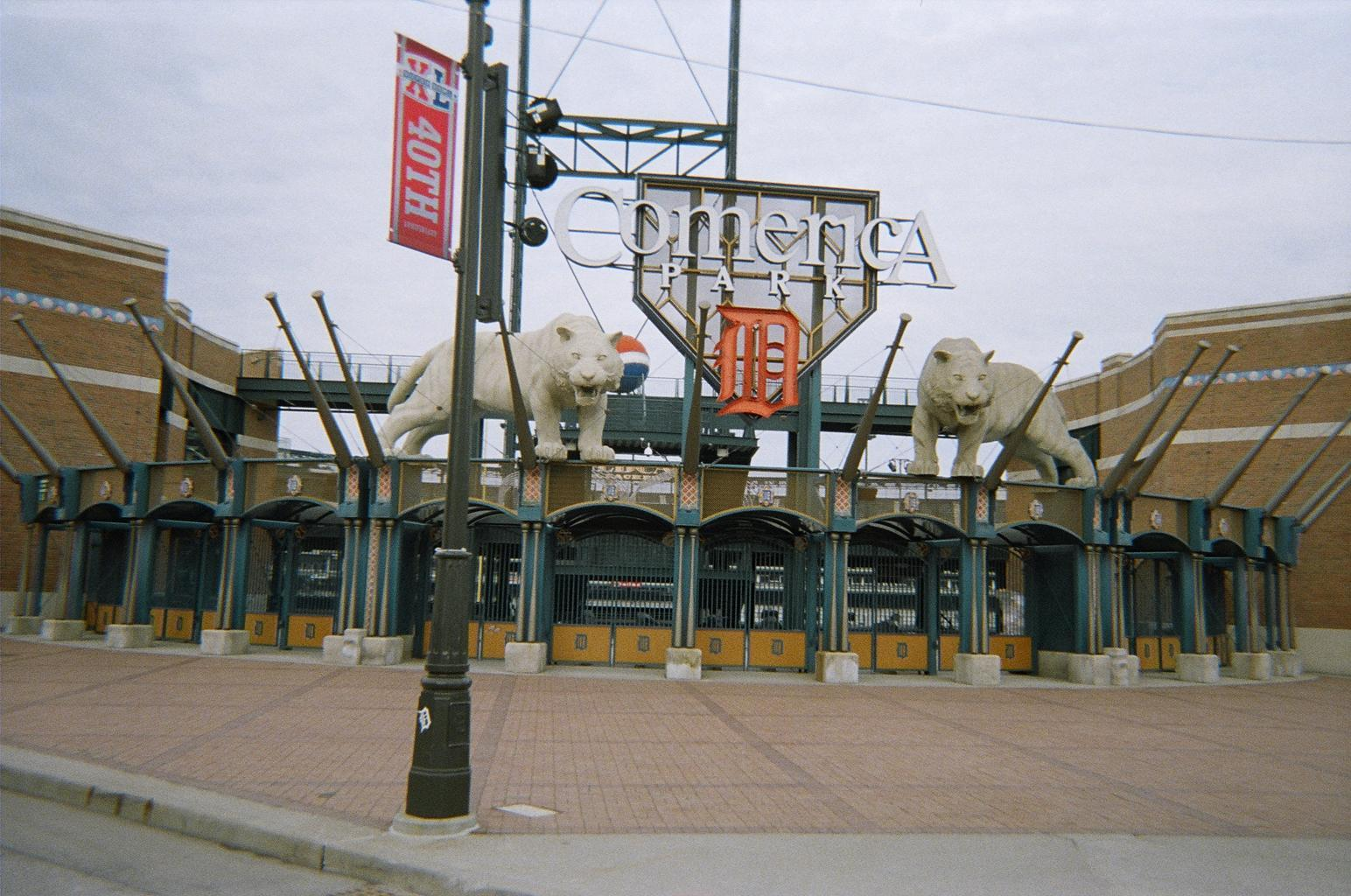
Eingang zum Comerica Park
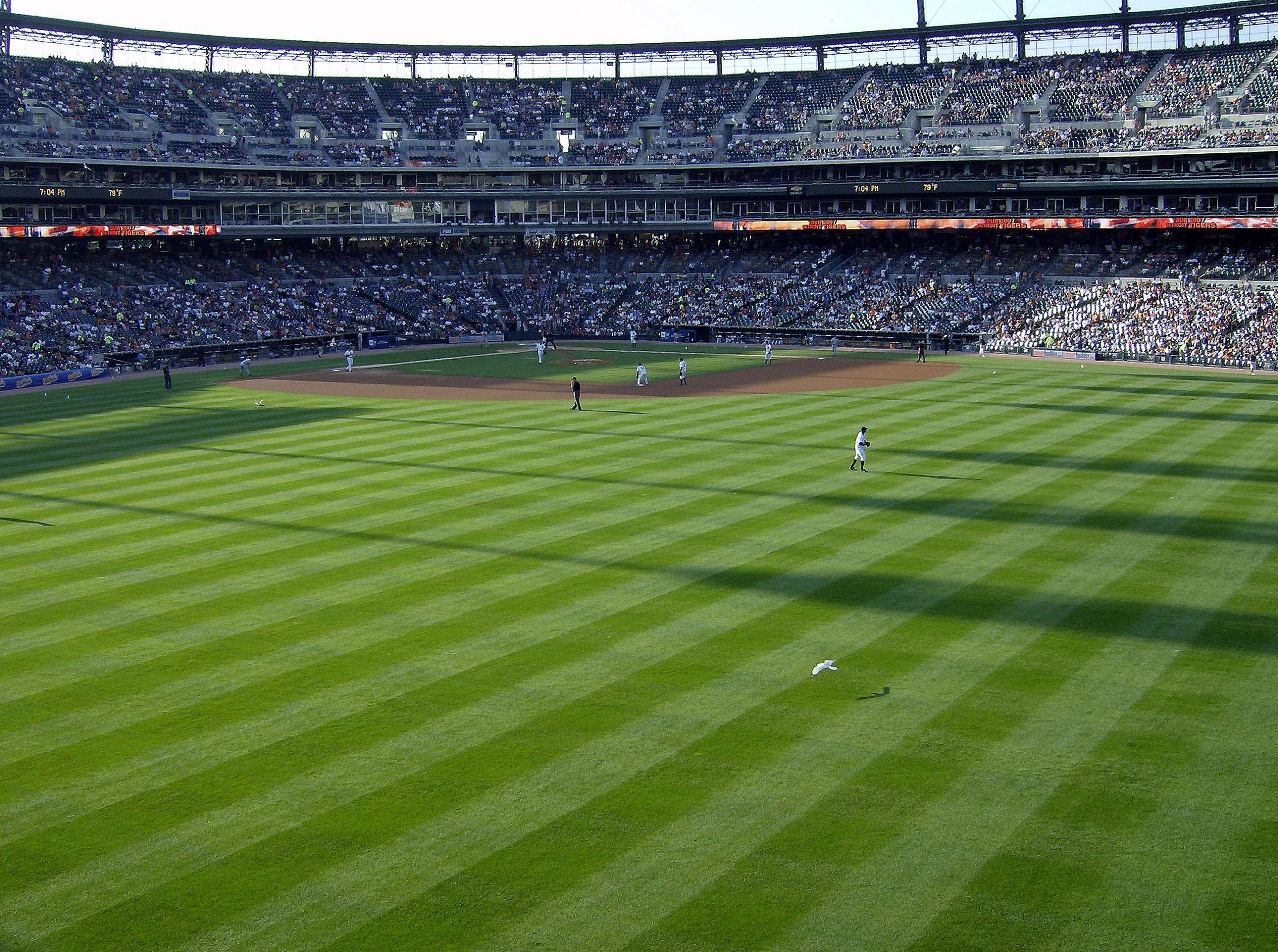
Das Outfield
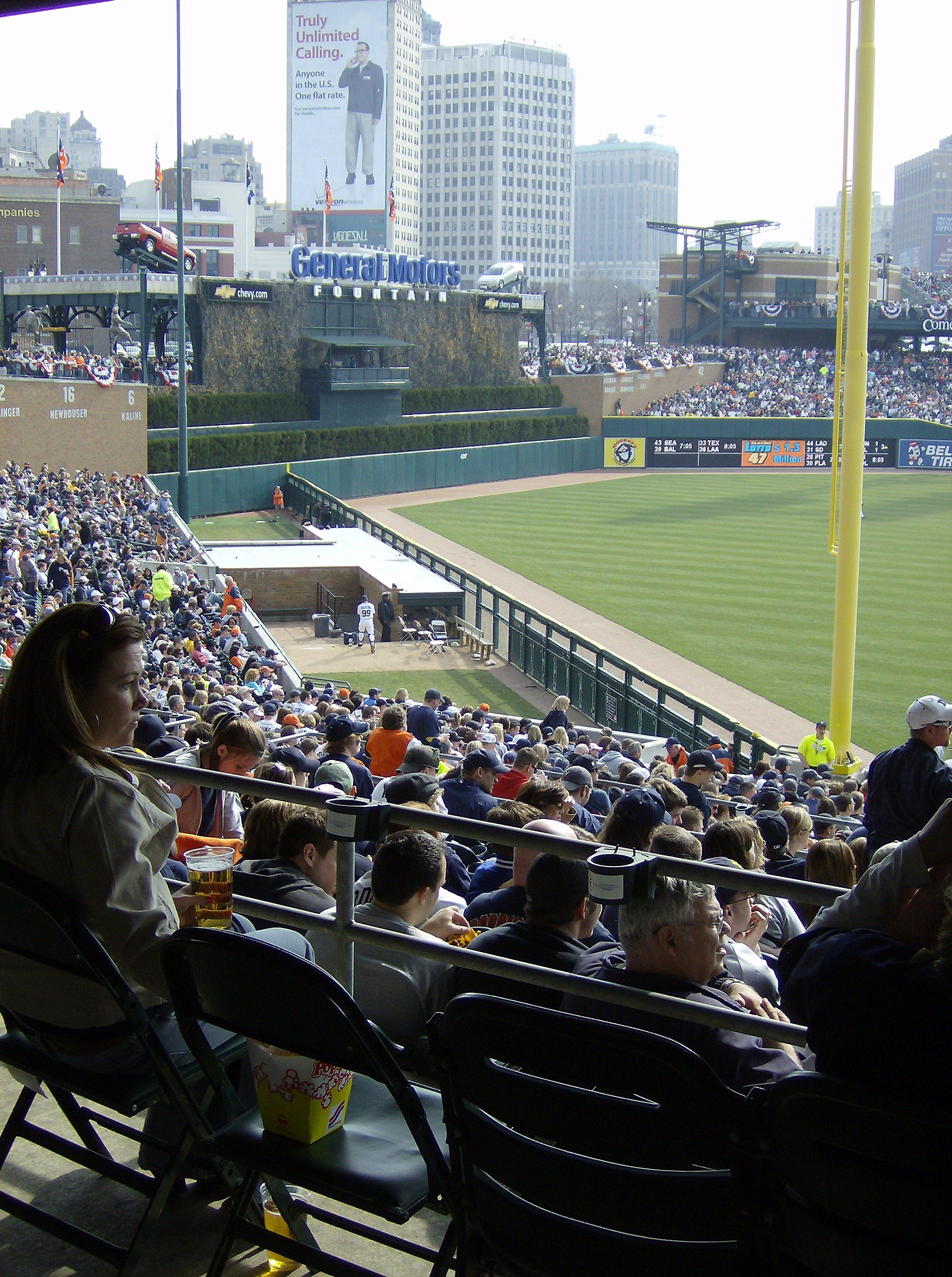
Der Bullpen im CoPa